# Pavel Lunghin
Pavel Semionovici Lunhgin (în rusă Павел Семёнович Лунгин; n. 12 iulie 1949, Moscova) este un regizor rus de origine evreiască.

## Filmografie
- Taxi Blues (1990)
- Luna Park (1992)
- À propos de Nice, la suite — episod din «La Mer de toutes les Russies» (1995)
- Svadba / Nunta (2000)
- Oligarh / Un magnat al timpurilor noi (2002)
- Bednye rodstvenniki / Rudele sărace (2005)
- Ostrov (2006)
- O creangă de liliac, documentar despre compozitorul Rahmaninov (2007)
- Țarul (2009)